# Oxytropis bargusinensis
Oxytropis bargusinensis är en ärtväxtart som beskrevs av Galina A. Peschkova. Oxytropis bargusinensis ingår i släktet klovedlar, och familjen ärtväxter. Inga underarter finns listade i Catalogue of Life.